# Rosochy (województwo kujawsko-pomorskie)
Rosochy – osada leśna w Polsce położona w województwie kujawsko-pomorskim, w powiecie brodnickim, w gminie Zbiczno, na obszarze Brodnickiego Parku Krajobrazowego, na północ od jeziora Mieliwo.
W latach 1975–1998 miejscowość administracyjnie należała do województwa toruńskiego.